# بيت باوتشر
بيت باوتشر (بالإنجليزية: Bette Boucher)‏ هي مصارعة محترفة أمريكية، ولدت في 29 يوليو 1943 في Webster, Massachusetts ‏ في الولايات المتحدة.

## روابط خارجية
- بيت باوتشر على موقع CageMatch worker (الإنجليزية)